# Lycée Thiers
Le lycée Thiers est un établissement d'enseignement secondaire et supérieur public français, situé au 5, place du Lycée, dans le 1er arrondissement de Marseille, en plein cœur du quartier Thiers, non loin du Vieux-Port. Il regroupe un collège, un lycée et de nombreuses classes préparatoires aux grandes écoles.
C'est le plus ancien lycée de Marseille, créé en 1802 comme lycée impérial, dans les locaux du couvent des Bernardines édifié en 1746. Une partie du bâtiment, créée avant la Révolution française, est classée monument historique. Il est aujourd'hui l'établissement public qui obtient les meilleurs résultats de l'académie d'Aix-Marseille au brevet, baccalauréat et aux concours d'admission aux grandes écoles. Il est connu pour son éthique de travail fondée sur le proverbe de Pierre Puget « Nul bien sans peine », et pour avoir formé de nombreux journalistes, hommes politiques, hommes de lettres et scientifiques français.

## Histoire

### Le lycée de Marseille auXIXesiècle

#### Le lycée Impérial de Marseille
Le couvent des Bernardines est édifié en 1746 à Marseille. Devenu propriété nationale à la Révolution française, puis siège de l'administration départementale, il est reconverti en Musée des Arts. Ce musée est un précurseur du lycée. Alors que la Convention nationale crée une école dans le sud de la France par le décret du 25 février 1795 relatif à l'organisation des écoles centrales, ce nouveau grand établissement scolaire peine à se lancer et met trois ans à ouvrir. Percevant une opportunité pour implanter un établissement scolaire à Marseille, l'administration du Musée des Arts décide d'ouvrir des enseignements au public dès 1796 dans leur musée, créant une « École du Musée ».
Sous le Premier Empire, la politique éducative de Napoléon Ier vise à former une nouvelle élite qui remplace celle de l'Ancien Régime. La loi du XI floréal an X (1er mai 1802) acte la création de quarante-cinq lycées dans toute la France. Le troisième lycée créé en France est le Lycée de Marseille, par le décret du 24 vendémiaire an XI (16 octobre 1802). Le choix de Marseille pour l'établissement du lycée est notamment le fait du conseiller d'État chargé de la Direction et de la surveillance de l’Instruction publique, qui, dans un rapport de 1802, écrit que « la Commission observe qu’aucune ville n’est plus que celle de Marseille dans le cas de profiter des dispositions de l’article 10 et de l’article 14 de la loi du 11 floréal d’après lesquelles le Gouvernement peut augmenter le nombre des professeurs des Lycées et y nommer des professeurs de langues vivantes ».
Le lycée Impérial de Marseille ouvre le 1 nivôse an XI (22 décembre 1802) aux cents premiers élèves. L'école du Musée est par conséquent dissoute et remplacée. En octobre 1802, l'abbé Jacques Roman est nommé premier proviseur du lycée Impérial. Roman avait été élève puis proviseur du Collège de l'Oratoire de Marseille de 1782 à 1788, lui conférant une légitimité académique. L'installation est organisée par le préfet Charles-François Delacroix et par l'inspecteur général de l'instruction publique, le père de la paléontologie Georges Cuvier. La bibliothèque de l'école est composée des livres de l'Académie des sciences, lettres et arts de Marseille.
Chaque année s'achève sur une remise des prix, organisée par le préfet des Bouches-du-Rhône. Lors de la première remise des prix, Antoine Claire Thibaudeau donne un discours qui caractérise le lycée pour les prochaines années : « Ce qui se passe dans cette enceinte retentit non seulement dans le sein de vos familles, mais jusqu'à l'auguste chef de la République. Vous êtes une partie de cette pépinière qu'il a fondée pour réparer les ravages du temps et pour fournir à l'État des citoyens capables de soutenir, dans toutes les fonctions, la gloire du nom français. Ceux d'entre vous qui ne tromperont pas l'espoir de la patrie recueilleront un jour les bienfaits du Gouvernement et la reconnaissance nationale, comme ils recueillent aujourd'hui la satisfaction de leurs parents, les suffrages de leurs maîtres, ceux des autorités et de la cité tout entière ».
Le lycée compte, sous l'Empire, environ trois cents élèves, dont cent cinquante externes, à l'époque principalement issus de l'aristocratie marseillaise. Les conditions de vie sont, pour les élèves, médiocres. Le préfet Thibaudeau rédige en 1803 un rapport relatant une extrême puanteur « qui pouvait nuire aux élèves », une hygiène n'envisageant que « le lavage des pieds », et des mœurs militaires « qui avaient d'abord effarouché des esprits timorés ».
Le préfet se charge d'ouvrir un musée dans le lycée, en rassemblant des objets de valeur ; il ouvre le 9 septembre 1804, dans la chapelle des Bernardines réaménagée. La sacristie de la chapelle a servi à agrandir la bibliothèque générale des professeurs ; dans les bas-côtés a été établie la bibliothèque classique. En 1874, la ville contraint le lycée à faire don d'une partie de ses tableaux et livres au palais Longchamp.
Les lois du 10 mai 1806 et les décrets de 1808 et 1811 poursuivent la logique éducative de l'Empire et créent des écoles primaires adjointes au lycée. Une société de savants de l'Université, travaillant sur les vaccins et les maladies infectieuses, est hébergé dans une grande salle du lycée.
Gabriel Taouil, traducteur d'arabe de Napoléon Ier lors de sa campagne d'Égypte, est nommé professeur d'arabe en 1806. Du fait de sa renommée, il est rémunéré à hauteur de 5000 francs, contre 300 pour les autres professeurs de langue. Le lycée, dans un but d'éducation populaire, ouvre les cours d'arabe à toute la population de Marseille. Le cours ne rencontre toutefois pas le succès escompté, et seuls deux cours par semaine sont alors donnés. L'arabe continue d'être enseigné jusqu'en 1935, avec une interruption de 1826 à 1829. Eusèbe de Salle, nommé par François Guizot, remplace en 1829 Taouil.
Les années 1810 sont marquées par de multiples incidents qui remettent en cause l'existence de l'établissement. Les anciens dirigeants de l'établissement, eux-mêmes remis en cause à la fois pour leur gestion du lycée et pour leur vie privée, sont remplacés par l'abbé Verbert et le censeur Fery. Pour des raisons budgétaires, l'État organise des coupes drastiques dans le budget des lycées, dégradant les conditions de vie ; le censeur Fery démissionne. Son poste est alors confié au nouveau professeur de philosophie, un ecclésiastique mi-indien, mi-portugais, José Custódio de Faria. Toutefois, Faria prend le parti des élèves et les soulève contre les professeurs ; il est alors remercié, et est remplacé avant d'être incarcéré au château d'If, l'épisode servant de base au Comte de Monte-Cristo. François-Emmanuel Fodéré. Ces évènements n'empêchent pas au lycée de former ses élèves, dont notamment Adolphe Thiers, futur président de la République, Joseph Méry, journaliste et romancier, et André Reynard, futur maire de Marseille.

#### Sous la Restauration
La Restauration met en œuvre une politique visant à renommer les établissements publics bonapartistes. Ainsi, le lycée Impérial est rebaptisé en « collège Royal ». Les effectifs augmentent sensiblement, notamment grâce aux demandes d'étudiants aux origines les plus diverses. Ce cosmopolitisme s'explique notamment par le rayonnement commercial de la ville de Marseille. Un rapport de 1840 de l'inspection générale décrit les classes : « là sont pêle-mêle des nègres et des créoles, des Espagnols et des Juifs d'Afrique, des Italiens, des Corses et des Grecs ». Les premiers cours d'anglais sont donnés dans les années 1820, et les premiers cours de grec moderne, en 1828. À partir de 1815, l'uniforme militaire est remplacé par le frac.
Les années 1820 sont toutefois des années d'oppositions fortes au sein du lycée. Les royalistes d'une part, et les bonapartistes et révolutionnaires d'autre part, se confrontent au sein même de l'établissement, se répartissant entre les « Fleurs de lys » et les « Rubans rouges ». Les affrontements prenant de l'importance, le Conseil royal de l'instruction publique décider de fermer l'établissement à partir du 1er août 1823, et de dissoudre l'internat où vivaient les élèves. Les tensions reprennent toutefois en 1831 et 1832, des tentatives d'insurrections ayant lieu sur fond de crise politique entre les « Ultras » et les libéraux. Le proviseur, l'abbé Bonnafous, prenait le parti des Ultras, et organisait des dîners électoraux aux frais du lycée dans les bâtiments.
Le lycée reprend son existence lentement et la situation financière favorable du lycée lui permet d'acquérir une propriété rurale de 2,5 hectares, dans le quartier de la Belle de Mai, qui sert d'espace de jeu.
Dès 1833, est créé un enseignement secondaire spécial qui, sous des noms divers, répond aux exigences du commerce et de la vie économique d'une cité en pleine expansion. Pour se développer et accroître son rayonnement à l'international, le lycée est le premier en France à organiser des cours dédiés à former au commerce. Ils évolueront pour devenir, au siècle suivant, les Classes préparatoires économiques et commerciales. L'organisation des cours est faite par le proviseur Auguste Anselme Deschamps : étalée sur deux ans, le cursus mélange des cours spéciaux de commerce et d'industrie, d'arithmétique et de dissertation, avec des cours de culture classique (histoire, par le grand érudit Toulouzan, allemand, anglais, italien et même arabe). Jacques Delmas, dans son Histoire du lycée de Marseille, rapporte : « En 1834, les élèves devinrent très nombreux: plusieurs venaient de Smyrne, de Palerme, de Naples, do Scio, de Constantinople, de Pondichéry... On avait dû y établir deux années d'anglais, deux d'italien; le grec moderne fut ajouté ». Le cursus est étendu à trois années en 1835, et à six en 1897. L'appellation change à travers le temps : en 1852, il est rebaptisé « École de commerce et d'industrie », puis en 1863, « Cours préparatoire au commerce et à l'industrie », avant de s'appeler, l'année suivante, « Cours commerciaux et industriels ».
En 1836, le physicien André-Marie Ampère meurt dans les appartements du lycée au cours d'une tournée d'inspection. En hommage à ce grand savant, François-René de Chateaubriand fit édifier, lors d’un passage à Marseille en 1838, une croix sur sa tombe.
Les locaux sont constamment agrandis et rénovés au cours du siècle. En 1820, le lycée se dote d'une grande place, encore aujourd'hui appelée place du Lycée. À partir de 1845, sont édifiées les classes des externes avec leur longue galerie couverte rappelant celle d'un cloître : elles accueillent de nos jours les classes préparatoires. La grande porte donnant sur le cours Julien n'est percée qu'en 1893.

#### Proximité et conflits avec le pouvoir sous le Second Empire et laIIIeRépublique
Sous la Deuxième République, le lycée est rebaptisé « Lycée de Marseille ». Cette nouvelle république est toutefois éphémère : le Second Empire donne lieu à une politique visant à renommer les lycées, et le lycée de Marseille redevient « lycée Impérial ». Son attrait continue de croître, et en 1854, une école primaire avec sa propre buanderie et bassin de natation fut créée comme « pépinière du grand lycée » (Delmas). Le paiement des enseignants est juridiquement irrégulier, et ne devient déclaré et conforme au droit qu'en 1862 ; les six maîtres d'école commencent alors à être payés par le comptable du lycée. Des classes préparatoires à l'école militaire de Saint-Cyr et à l'École polytechnique sont également créées à cette époque. Plus tard viendront les classes littéraires, préparant notamment à École normale supérieure de la rue d'Ulm. En 1859, le Lycée impérial a 846 élèves.
Un arrêté du ministre de l'Instruction publique, Narcisse-Achille de Salvandy, du 20 novembre 1846 créée officiellement une chaire d'arabe au collège royal de Marseille. Marie-Hélène Clavères rapporte qu'« une très violente harangue publique contre Voltaire, Proudhon, Ledru-Rollin et les « serpents » socialistes, en 1849, lui vaut l’estime du parti de l’ordre ». Après le coup d’État de Louis-Napoléon Bonaparte, le gouvernement de Napoléon III rémunère ses cours communaux en plus de son métier d'enseignant au lycée.
Le lycée se sépare dans les années 1860 de la partie supérieure de la colline sur laquelle il se trouve : c'est l'actuelle place du Conservatoire. Elle est vendue plus de 300 000 francs à la ville de Marseille, qui prend en charge la construction du bâtiment, qui sera successivement la Bibliothèque de Marseille (ensuite transférée à la bibliothèque de l'Alcazar, plus proche du centre économique qu'était le Vieux-Port), l'École des Beaux-arts de Marseille, et enfin, le Conservatoire à rayonnement régional de Marseille, toujours en activité.
La discipline militaire évolue avec le temps, pour devenir plus paternelle, quoique toujours stricte. La séquestration d'étudiants et les cachots créés sous l'ordre de Napoléon Bonaparte sont bannis. Ils disparaissent totalement vers 1865. Pour accompagner la naissance et l'évolution de la pédagogie, avec la proscription des châtiments corporels par Henri Marion à partir de 1890, le lycée améliore son système de récompenses. Les prix d'excellence sont décernés à Pâques, et des prix sont distribués lors d'une cérémonie solennelle à la fin de l'année scolaire par un intervenant extérieur : préfet, député ou sénateur, professeur illustre et, en 1841, le roi Louis-Philippe. Les six meilleurs élèves de chaque matière ont droit à s'asseoir sur le « banc des honneurs » en classe.
En 1863, le lycée crée dans le quartier de la Belle de Mai, où il dispose de terrains, une école primaire et un collège qui mène au lycée. Construit avec l'aide de l'État et de la municipalité, il accueille jusqu'à 200 élèves, et fonctionne jusqu'à 1911 pour laisser place à une maternité.
En 1866, l'Association des anciens élèves du lycée Impérial est fondée, faisant d'elle l'une des plus vieilles de France encore en activité. Les lois du Second Empire restreignant la liberté d'association fit que les fondateurs, qui avaient enregistré leur association le 10 octobre, durent attendre le 27 janvier 1867 pour que le préfet accorde l'autorisation.
Par une circulaire du 30 octobre 1867, le ministre de l'Instruction publique, Victor Duruy, organise l'enseignement secondaire des jeunes filles à Marseille. Le lycée Impérial étant, selon le décret napoléonien qui l'a fondé, uniquement masculin, les jeunes filles ont cours au nouveau lycée, le lycée Montgrand. Le nouveau lycée manquant de professeurs, les professeurs du Lycée impérial y donnent cours.
Deux ans plus tard, le futur militant anticlérical et complotiste Léo Taxil organise avec ses camarades une révolte contre l'administration du lycée, qui projetait de réduire de quelques jours les vacances d'hiver. « Les habitants du quartier se demandaient si le lycée n'était pas en révolution, si nous n'étions pas en train de massacrer les professeurs et de mettre le feu à l'établissement », écrit-il. Les élèves gagnent gain de cause, mais le meneur, Taxil, est renvoyé définitivement.
Le passage à la Troisième République permet au lycée d'abandonner le qualificatif d'« impérial » pour la dernière fois de son histoire. La jeune république est toutefois, ses premières années, soumises à l'Ordre moral, au pouvoir à partir de 1873. Le ministre de l'Instruction publique, Arthur de Cumont, oblige les professeurs, en 1875, à dispenser les cours vêtus d'une robe solennelle. Dans son Histoire du lycée de Marseille, Jacques Delmas rapporte : « La mesure est surannée, gênante et coûteuse, car les robes s'usent vite. Les professeurs de sciences en furent bientôt dispensés ; M. Vessiot, professeur de rhétorique, fut le premier à protester : un jour il osa aller faire sa classe sans robe, ce qui encouragea tous ses collègues à lui emboîter le pas ». Les robes disparaissent peu de temps après.
En 1888, de nouvelles rénovations fixent la géographique actuelle du lycée : les collégiens entrent par l'entrée de la place du Lycée, agrandie depuis 1820, et passent devant la loge, qui n'a plus changé de place depuis cette date. L'année suivante, le lycée est considéré dans un rapport de l'Inspection de l'Instruction publique de 1889 comme « au premier rang parmi ceux des départements ».
Le proviseur autorise en 1897 la création de classes préparatoires commerciale afin de préparer, notamment, au concours d'entrée de l'École supérieure de commerce de Marseille, créée en 1872 et à l'École des hautes études commerciales de Paris, créée en 1881. Cette autorisation émane du ministre de l'Instruction publique de l'époque, Alfred Nicolas Rambaud. C'est cette même année que le lycée décide d'arrêter les classes d'une heure et demie pour n'avoir plus que des classes de deux heures. Au tournant du siècle, le lycée est parmi les plus importants de France : disposant de multiples classes préparatoires aux Grandes écoles, il dispose de  98 professeurs, dont 13 professeurs de langues vivantes.

### Le lycée Thiers auXXesiècle

#### Le tribut des guerres

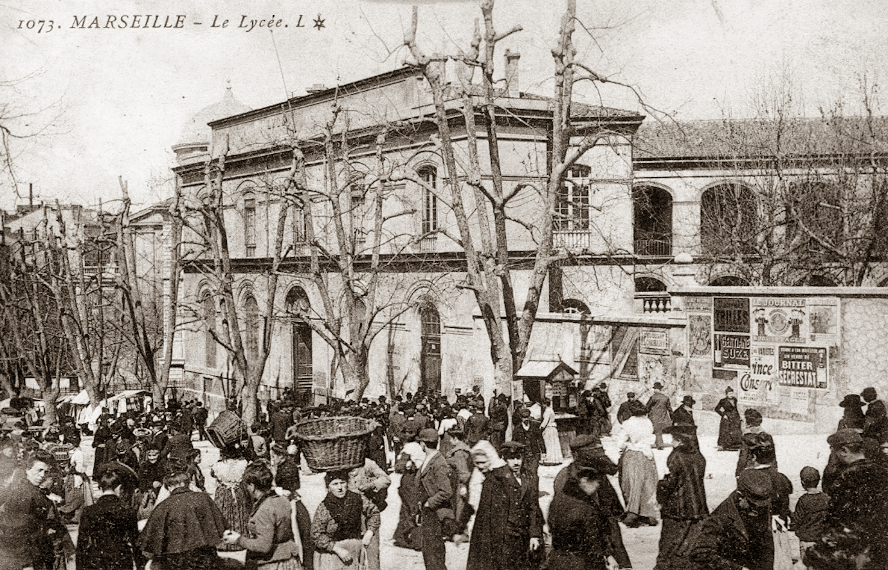
Le lycée Thiers en 1910.

Les premières promotions du début du XXe siècle sont prolifiques pour le lycée. La classe de 1905 de Première supérieure (classes préparatoires A/L actuelles), est composée de Marcel Pagnol, Marcel Brion et Albert Cohen. L'émulation littéraire qui règne à cette époque pousse Pagnol à créer au lycée la revue Fortunio, qui sera reprise par un autre élève, Jean Ballard, pour devenir Les Cahiers du Sud ; y sont publiés Antonin Artaud, Paul Éluard, Robert Desnos, Simone Weil et Marguerite Yourcenar. Le décompte de Pierre Echinard, Sylvie Orsoni et Marc Dragoni indique que le lycée Thiers est, en termes de réussites à Polytechnique et à Saint-Cyr, le premier de province, et qu'entre 1865 et 1902, il est celui qui, hors Paris, remporte le plus de prix au Concours général (132 nominations).
En 1914, le lycée compte 1 600 élèves, devenant étroit pour la population scolaire. L'association des parents d'élèves demande de doubler les classes trop chargées, menant le lycée Thiers à ouvrir deux annexes. L'annexe Périer, qui deviendra le lycée Périer lors de son indépendance en 1946, et l'annexe Saint-Charles, qui deviendra le lycée Saint-Charles la même année. Y sont notamment professeurs Édouard Daladier et Marcel Pagnol.
La Première Guerre mondiale bouleverse l'organisation du lycée. Les étudiants de l'annexe Saint-Charles sont rapatriés dans les locaux du lycée pour que celui-ci soit restructuré en camp militaire. Beaucoup de salles du lycée Thiers sont réquisitionnées et transformées en hôpital militaire auxiliaire des Dames françaises. Douze professeurs du lycée sont tués pendant la guerre. Le lycée se reconstruit à partir de 1918, et les élèves de l'annexe Saint-Charles retournent dans leurs propres locaux. C'est à cette époque que le jeune Paul Ricard fait ses classes au lycée,. Il quitte le lycée à l'âge de 17 ans pour se lancer dans l’entrepreneuriat, fondant la société Pernod Ricard.
Le 30 janvier 1929, le lycée Thiers se sépare de ses annexes, qui deviennent des lycées autonomes ; le « Grand lycée » doit alors trouver un nom afin d'être différencié. Edmond Rostand fait partie des favoris, ayant été élève entre 1879 et 1884 et couvert de gloire par sa pièce Cyrano de Bergerac, et est proposé par le conseil municipal ; c'est toutefois celui d'Adolphe Thiers, élève de 1807 à 1814, premier président et stabilisateur de la IIIe République, qui est choisi le 3 mai 1930. Adolphe Thiers avait visité son ancien lycée en décembre 1847, ainsi qu'en 1876, un an avant sa mort, et avait eu de la peine à le reconnaître tant il avait été agrandi et rénové. Le lycée sélectionne d'autant plus drastiquement à l'entrée en 6e que la demande d'éducation augmente à Marseille : en 1930, il y a une place pour cinq candidatures.
Entre Noël et le Nouvel an 1934, Marcel Pagnol réalise le film Merlusse, dont le lieu central de l'action est le lycée. L'administration ne laisse à Pagnol que quinze jours, c'est-à-dire la durée des vacances de Noël, pour tourner son film.
En 1938 est nommé un nouveau proviseur, Claude Pons, père du futur ministre Bernard Pons, qui fait ses classes au lycée avec Gracieux Lamperti, futur champion d'Europe de boxe. L'année 1938 est marquée à Marseille par l'incendie des Nouvelles Galeries lors du congrès du Parti radical-socialiste. Le lycée est évacué moins d'une heure après le début du drame sur ordre du préfet car les flammes étaient attisées par le vent en direction du lycée. Il en sort indemne.
La rapide débâcle de l'armée française fait que le lycée n'a pas à être réquisitionné durant la Seconde Guerre mondiale. Si les directives du ministère de l'Instruction publique de Vichy contraignent les professeurs à faire chanter, tous les lundis matin aux élèves, la chanson Maréchal, nous voilà !, les professeurs du lycée continuent d'enseigner discrètement les valeurs républicaines et font passer sous le manteau des numéros de la revue communiste Front national enseignant. Le ministre de l'Instruction publique de Vichy, Abel Bonnard, est d'ailleurs un ancien élève du lycée. En décembre 1940, Henri Queffélec est nommé professeur de littérature au lycée, et commence l'écriture de son livre Journal d'un salaud, qui décrit l'atmosphère de Marseille sous l'Occupation. Le lycée connaît un afflux d'élèves provenant du lycée Saint-Charles, car celui-ci est réquisitionné par l'armée allemande dès 1942. Le résistant et futur haut fonctionnaire Paul Cousseran, à l'époque surveillant au lycée, recrute certaines élèves, comme Pierre Broué, pour fortifier le réseau des Mouvements unis de la Résistance. Les élèves résistants sont chargés de collecter des renseignements, remettre des colis aux prisonniers et transporter armes et explosifs. L'activité est d'autant plus dangereuse qu'un bâtiment du lycée Thiers est utilisé comme siège de la Milice.
À partir de mai 1944, des raids anglo-américains permettent de libérer progressivement le sud de la France. Marseille étant bombardée, le lycée utilise les sous-sols d'un immeuble voisin comme abri anti-aérien. C'est à cette époque que le futur avocat Paul Lombard est élève au lycée. La Milice est chassée du lycée, et les camions de ravitaillement de l'armée américaine occupent la cour. Le bilan est, pour l'établissement, lourd, car plus de quatre professeurs sont morts, dont Raymond Naves (1931-1933), décédé à Auschwitz. À une date inconnue sont installées dans le lycée des plaques commémoratives dédiées au souvenir des élèves et professeurs morts pendant les deux guerres mondiales.

#### Reconstruction et expansion après la Seconde Guerre mondiale

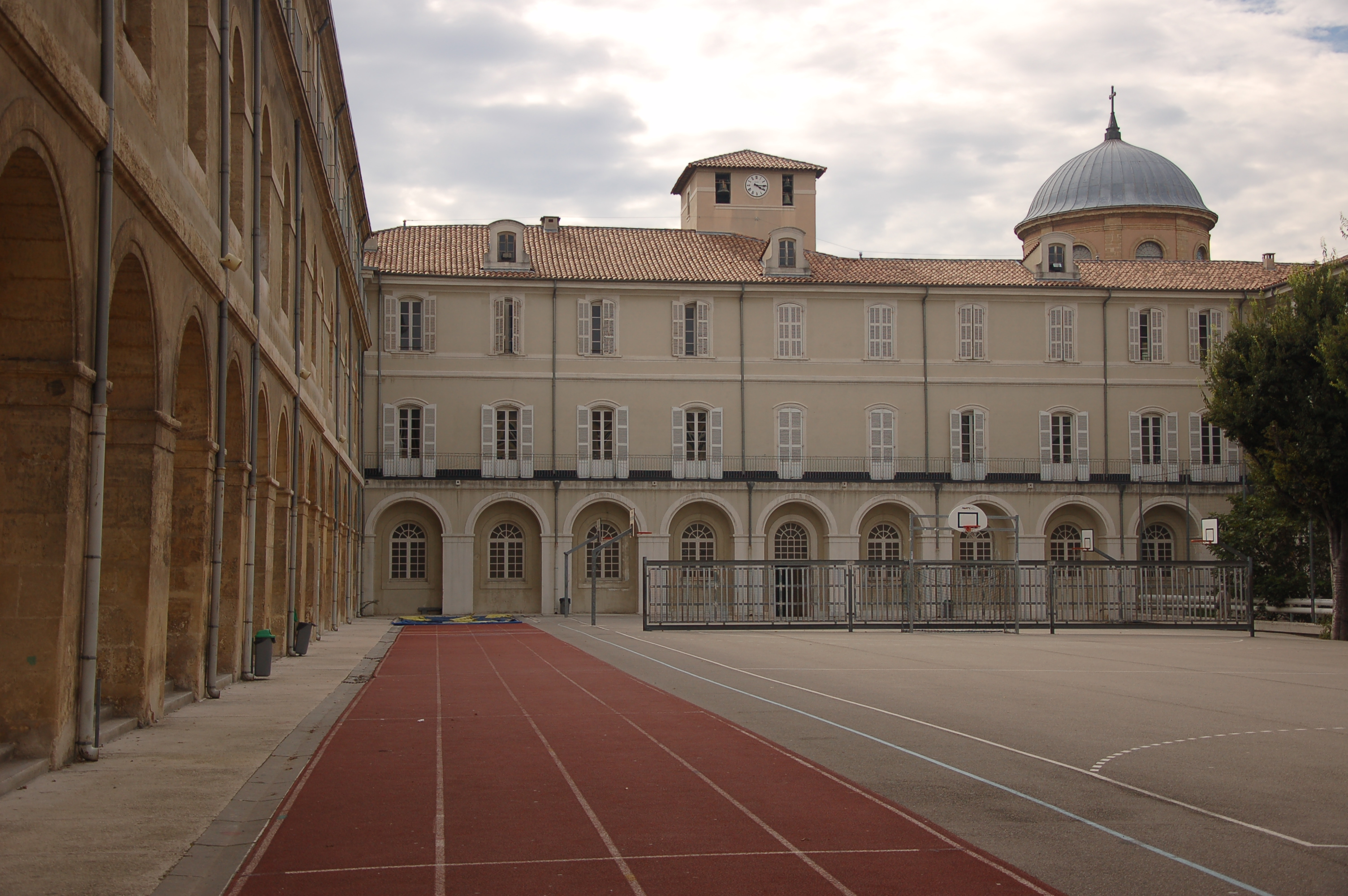
La cour avec le dôme de la chapelle des Bernardines en arrière-plan à droite.

L'accroissement du nombre d'élèves après la Seconde guerre mondiale donne à Gustave Monod, professeur au lycée Saint-Charles, et à Pol Simon, nommé professeur d'anglais au lycée Thiers en 1938, l'envie de créer un nouveau lycée « entre la mer et la colline », qui soit entièrement neuf par ses bâtiments, sa pédagogie, et sa mission de socialiser l'enfant. Le lycée Marseilleveyre est ainsi créé en 1947.
En mai 1968, profitant de la vague anti-Thiers ambiante, des étudiants demandent que le lycée soit rebaptisé en lycée Pythéas ou encore en lycée de la Commune de Marseille. La révolte est menée par Roger Martelli. Un grand bandeau blanc sur lequel est écrit « Lycée de la Commune de Paris » est enroulé autour du dôme de la chapelle de l'école. Le Service d'action civique tente d'attaquer le lycée avec un camion benne le 4 juin, mais échoue. C'est à cette époque que le fils de Maurice Thorez, Jean Thorez, devient professeur agrégé de russe au lycée. Cette demande est répétée par des professeurs et des lycéens lors du centenaire de la Commune de Paris en 1971, cette fois-ci au profit du nom de Jules Vallès.
La fin des années 1980 voit une profonde transformation des locaux du lycée. Un « Plan Lycée Réussite » est élaboré par le Conseil Régional, dont le président de l'époque, Jean-Claude Gaudin, lance le coup d'envoi dans le lycée. Est créée en 1989 une annexe au lycée, le « Bâtiment scientifique », où sont installés des laboratoires de chimie et des salles de conférence. Nouant un partenariat avec Électricité de France, le lycée conserve d'anciens instruments et appareils scientifiques utilisés au lycée depuis sa fondation, et les expose dans le musée intérieure du lycée, dans un des grands couloirs. Les anciens dortoirs sont transformés en un CDI sur deux étages, dont l'un est réservé aux étudiants des classes préparatoires. Le sombre réfectoire souterrain décrit par Marcel Pagnol est transformé en un grand restaurant scolaire lumineux.
Le lycée défraie la chronique en septembre 1997, lorsque des élèves de la section prépa BCPST sont victimes de bizutage, ayant été obligées de défiler à moitié nues dans les rues de Marseille, et à se promener en public dans des sous-vêtements humidifiés devenus transparents. Des scènes d'une grande violence sont photographiées et filmées, les photographies ensuite distribuées et vendues au sein du lycée,. Quatorze élèves sont exclus par le conseil de discipline de l'établissement pour une durée de vingt jours,. L'Inspection générale de l'Éducation nationale diligente une enquête qui révèle la complicité d'adultes dans ces faits de bizutage : des faux emplois du temps avaient été distribués aux élèves pour les inciter à rejoindre les activités organisées par les élèves chargés du bizutage. Ce rapport provoque l'ouverture d'une procédure disciplinaire contre le proviseur du lycée, qui se solde par un avertissement contre celui-ci. Deux professeurs de BCPST, Joëlle Jeanjean et Daniel Pansieri, non nommés par le rapport de l'IGEN, attaquent en diffamation la ministre Ségolène Royal, se sentant visés par le rapport et les remarques de la ministre. La CJR juge en mai 2000 que la ministre n'avait pas diffamé ces deux professeurs.
Cette affaire de bizutage est citée à de nombreuses reprises dans les débats parlementaires concernant la loi du 17 juin 1998 relative à la prévention et à la répression des infractions sexuelles ainsi qu'à la protection des mineurs, qui rend le bizutage hors-la-loi. Interpellée par Renaud Muselier, puis par Roland Blum, la ministre déléguée Ségolène Royal réfute la rumeur selon laquelle l'incident était exploité par le gouvernement afin de transférer les classes préparatoires à l'université d'Aix-Marseille,,.

### Le lycée Thiers aujourd'hui
L'établissement est aujourd'hui un complexe d'études, comprenant une section collège complète avec environ 400 élèves (dont une centaine en cursus à horaires aménagés musique), et le lycée en lui-même avec près de 1 900 élèves, dont 980 inscrits dans les classes préparatoires aux grandes écoles. Afin de décongestionner le restaurant du lycée, un restaurant universitaire ouvert aux élèves des classes préparatoires a été créé dans le quartier Thiers, non loin de la place du Lycée.
Poursuivant la tradition du journal étudiant datant de Marcel Pagnol, le lycée a aujourd'hui un journal, La Terre en Thiers, qui a gagné la première place lors de la seconde et quatrième éditions (2015 et 2017) du Concours national de la presse jeune. Les lycéens y publient articles, réflexions et feuilletons.
Dans la continuation des symphonies jouées par les élèves du lycée sous les empires et sous les monarchies, les élèves des classes préparatoires organisent chaque année un concert à l'Opéra municipal de Marseille. Les enseignements de littérature sont bien souvent accompagnés de sorties au théâtre dans les deux théâtre voisins : le Théâtre du Gymnase et le Théâtre des Bernardines.
Des clubs sont proposés dans l'établissement. En plus de l'Association sportive, qui propose des sports tels que l'escalade et le tir à l'arc, le Club de maths et le café philo sont organisés par les professeurs et les étudiants pour initier les élèves du collège. Le collège et le lycée ont chacun leur propre journal. Un club de jeu de go se réunit toutes les semaines au CDI du collège, ainsi qu'un club d'e-sport.
Un prix littéraire est organisé chaque année. Cinq ouvrages sont choisis par les enseignants de littérature, et les auteurs sont invités à des conférences avec les lycéens. Sont ainsi venus, notamment, Velibor Čolić, Miguel Bonnefoy, Lucile Bordes, Jean-Michel Guenassia, Serge Pey, Mustapha Benfodil, Lola Lafon, Gauz, Célia Houdart, Julien Bouissoux, Philippe Claudel, Wilfried N'Sondé, et d'autres.
En plus de la section européenne en anglais, 2020 voit l'ouverture d'une classe européenne en italien.
En 2019, le major du concours d'entrée de l'École polytechnique, ainsi que le major du concours d'entrée de l'École normale supérieure de la rue d'Ulm, étaient tous deux étudiants en classes préparatoires à Thiers.

## Enseignement dispensé

### Collège
Les matières enseignées au collège sont les mathématiques, le français, l’histoire-géographie, les SVT, la physique-chimie, la technologie, les langues vivantes (anglais, allemand, espagnol, italien), le latin, le grec ancien, le grec moderne, l’EPS, la musique et les arts plastiques. Les élèves sont répartis dans quatre classes dont une classe musicale. Il est à noter également que le collège, contrairement au lycée — où une sélection sévère est opérée — est fréquenté par une population extrêmement hétérogène constituée d'élèves d'un arrondissement très populaire.
Le taux de réussite du collège Thiers au Diplôme national du brevet est compris entre 82 % et 90 % selon les années. Le taux de mention a été de 78 % en 2017.

### Lycée
Les matières enseignées au lycée sont les mathématiques, le français, l’histoire-géographie, les SVT, la physique-chimie, la philosophie, l’EPS et, selon les filières, les sciences économiques et sociales, la littérature et la littérature anglaise. Parmi les deux langues (LV1 et LV2) à choisir sont proposées l’anglais, l’allemand, l’espagnol, l’italien et le russe. Il est également possible de présenter les options arts plastiques, hébreu, provençal, chinois, grec ancien, latin et musique au baccalauréat. La filière littéraire propose aux élèves des cours d'anglais renforcé et d'espagnol renforcé pour ceux qui désirent étudier ces langues de manière approfondie.
La particularité du lycée Thiers est de disposer d'une section musicale. Cette section est la seule de l'académie d'Aix-Marseille à assurer la préparation au baccalauréat de techniques de la musique et de la danse (TMD). La formation des élèves y est assurée avec le conservatoire à rayonnement régional de Marseille.
Avant la réforme du lycée, la répartition des classes était la suivante :
| Seconde                                        | Première                                                                                       | Terminale                                                                                          |
| 8 secondes de détermination 1 seconde musicale | 1 première L2 premières ES5 premières S section SVT 1 première S section SI1 première musicale | 2 terminale ES1 terminale L5 terminales S section SVT 1 terminale S section SI1 terminale musicale |

Il est également de tradition au lycée Thiers d'effectuer en fin de classe de Seconde une sélection pour les futurs élèves de filière scientifique. Les élèves qui le souhaitent peuvent demander que leur dossier soit examiné par une commission pédagogique pour leur permettre d'intégrer la Première S2, une classe dont le but principal est de préparer les élèves qui se destinent aux classes préparatoires. Le rythme y est encore plus soutenu que dans les classes normales, et les élèves ont des khôlles comme en CPGE.
Tous les élèves de Seconde, Première et Terminale ont, une fois par semaine, un devoir surveillé. Ces devoirs surveillés durent deux heures en Seconde et quatre heures en Terminale, et portent, chaque semaine, sur une discipline différente. Cette préparation intensive permet de mettre les élèves dans les meilleures conditions pour obtenir leur baccalauréat et pour s'habituer au rythme des classes préparatoires.
Le lycée met en œuvre un projet d'engagement lycéen tel que chaque élève oeuvre, pendant sa scolarité, à une action citoyenne telle que le nettoyage des calanques de Marseille ou autres.

### Classes préparatoires aux grandes écoles

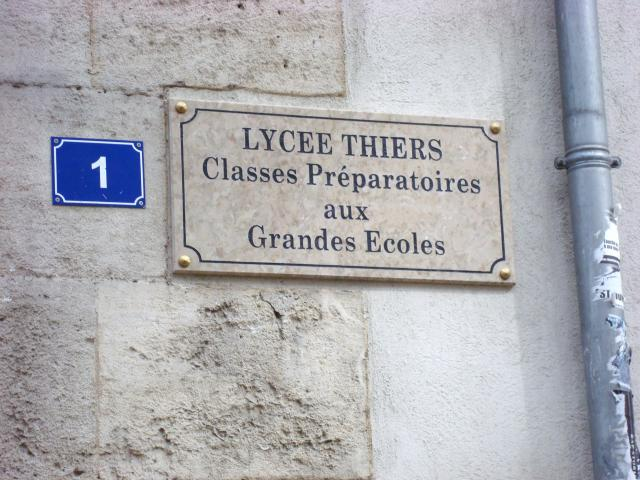
L'entrée des classes préparatoires, côté cours Julien.

Le lycée abrite des CPGE littéraires (une classe d'Hypokhâgne A/L, une classe d'Hypokhâgne B/L, une classe de Khâgne A/L, une classe de Khâgne B/L), économiques et commerciales (deux classes d'ECS), et scientifiques (une classe de MP, une classe de MP*, une classe de MPI/MPI*, une classe de PC, une classe de PC*, une classe de PSI*, trois classes de BCPST). 
Les élèves des classes préparatoires aux grandes écoles peuvent vivre dans l'internat du lycée, qui se situe à proximité de la place du Lycée. Disposé sur six étages, il est constitué de deux bâtiments reliés : l'ancienne mairie de quartier, et l'ancien hôtel Bon Séjour.

## Classements

### Collège
Le collège Thiers est classé par le magazine L'Étudiant comme le « meilleur collège public de Marseille », avec un taux de réussite au diplôme national du brevet sur trois ans de 91,8%. En 2022, 50 % des élèves ont obtenu la mention Très bien, et 20 % la mention Bien.

### Lycée
Selon le journal Le Monde, le lycée Thiers fait partie des lycées « qui accueillent un public favorisé et le font réussir à hauteur de ce qu'ils devraient » et est le meilleur lycée public de Marseille. 
Le Parisien classe le lycée Thiers comme meilleur lycée de France, dans un classement mêlant lycées publics et privés,. La méthodologie prend en compte non seulement la réussite au baccalauréat et les taux de mention, mais aussi la valeur ajoutée de l'enseignement. Le lycée conserve cette première place en 2024. La même année, le magazine l’Étudiant le place à la 21e place des lycées des Bouches-du-Rhône. Il gagne des places dans son taux de réussite au baccalauréat (100 %) et dans son taux de mention (86 %), mais en perd par son « indice de stabilité », du fait d'une sélection importante entre le collège et le lycée, et entre la classe de Seconde et celle de Première. Pour le magazine le Figaro Étudiant, le lycée Thiers est classé à la 140e place nationale.
| Année | Taux de réussite | Taux de mention                    | Rang départemental | Rang national |
| ----- | ---------------- | ---------------------------------- | ------------------ | ------------- |
| 2017  | 95,07 %          | 73 % (dont 28 % de mentions TB)    | 15/131             | 429           |
| 2016  | 96,11 %          | 72,25 %                            | —                  | —             |
| 2015  | 94,1 %           | 72 % (dont 22,46 % de mentions TB) | 20                 | 752           |
| 2014  | 97,16            | —                                  | 9                  | 268           |
| 2013  | 98,16            | 71 %                               | 8                  | 280           |
| 2012  | 97,9 %           | —                                  | 5                  | 217/2323      |
| 2011  | 98,2 %           | 72,8 %                             | 12/147             | 310/5627      |
| 2010  | 97,2 %           | 72,5 %                             | 13/147             | 476/5627      |
| 2009  | 98,9 %           | 79,7 %                             | 8/147              | 310/5627      |
| 2008  | 96,03 %          | —                                  | 13/147             | 430/5627      |
| 2007  | 98,9 %           | 72,5 %                             | 4/147              | 194/5627      |
| 2006  | 97 %             | —                                  | 8/147              | 252/5627      |
| 2005  | 95 %             | —                                  | 6/147              | 203/5627      |
| 2004  | 97,1 %           | 70,4 %                             | 3/147              | 74/5627       |
| 2003  | 98,8 %           | 72,5 %                             | 1/147              | 5/5627        |
| 2002  | 95,9 %           | 73,3 %                             | —                  | —             |

Le lycée participe également chaque année depuis 2014 à la compétition lycéenne de Questions pour un champion, gagnant lors de la première année de participation, et envoyant depuis lors ses élèves jusqu'aux finales, ainsi qu'aux Olympiades internationales de géosciences, gagnant à l'édition 2018.

### Classes préparatoires aux grandes écoles
Le classement national des classes préparatoires aux grandes écoles (CPGE) se fait en fonction du taux d'admission des élèves dans les grandes écoles.
En 2019, le major du concours d'entrée de l'École polytechnique (filière MPI), ainsi que le major du concours d'entrée (filière PC) de l'École normale supérieure de la rue d'Ulm, étaient tous deux étudiants en classes préparatoires à Thiers.
En 2015, L'Étudiant donnait le classement suivant pour les concours de 2014 :
| Filière | Élèves admis dans une grande école* | Taux d'admission* | Taux moyen sur 5 ans | Classement national | Évolution sur un an |
| --- | ----------------------------------- | ----------------- | -------------------- | ------------------- | ------------------- |
| ECS | 2 / 40 élèves                       | 5 %               | 10 %                 | 36e sur 95          | 9                   |
| Khâgne A/L | 3 / 36 élèves                       | 8 %               | 5 %                  | 5e sur 41           | 3                   |
| Khâgne B/L | 4 / 37 élèves                       | 11 %              | 10 %                 | 7e sur 22           | =                   |
| Khâgne LSH | 0 / 36 élèves                       | 0 %               | 5 %                  | 73eex-æquo sur 73   | 57                  |
| MP / MP* | 16 / 127 élèves                     | 13 %              | 15 %                 | 30e sur 114         | 1                   |
| PC / PC* | 15 / 85 élèves                      | 18 %              | 21 %                 | 15e sur 110         | =                   |
| PSI / PSI* | 14 / 44 élèves                      | 32 %              | 39 %                 | 17e sur 120         | 6                   |
| BCPST | 54 / 123 élèves                     | 44 %              | 41 %                 | 21e sur 53          | 8                   |
| Source : Classement 2015 des prépas - L'Étudiant (Concours de 2014). * le taux d'admission dépend des grandes écoles retenues par l'étude. Par exemple, en filière ECE et ECS, ce sont HEC, ESSEC, et l'ESCP ; en khâgne, ce sont l'ENSAE, l'ENC, les 3 ENS, et 5 écoles de commerce. |                                     |                   |                      |                     |                     |

## Architecture du lycée

### Situation et accès

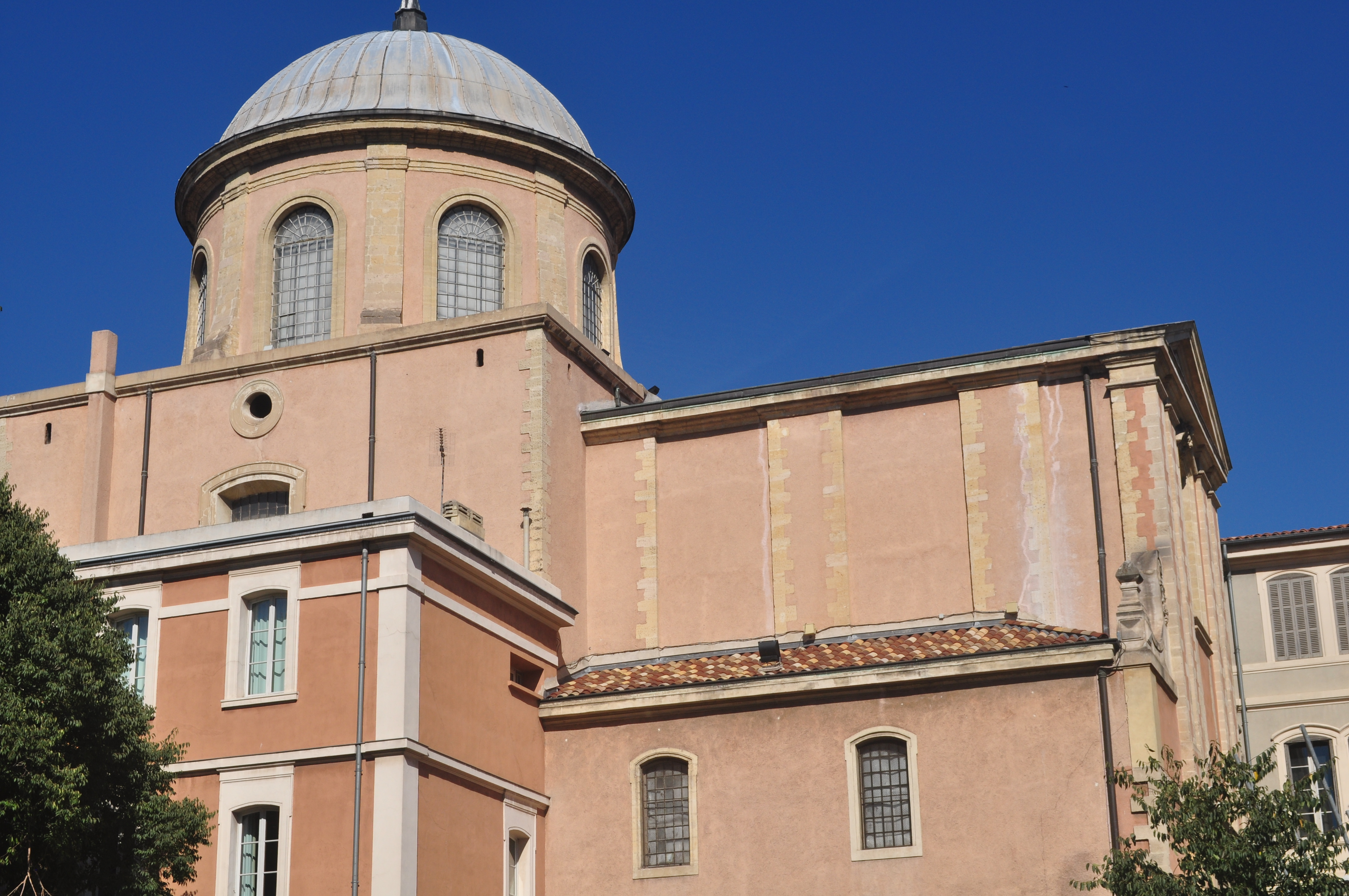
La chapelle des Bernardines jouxte le lycée.

Ce site est desservi par le métro et le tramway de Marseille : stations Noailles et Canebière Garibaldi.
Le lycée se situe dans le quartier Thiers, dans le 1er arrondissement de Marseille, entre la Canebière et le cours Julien. Il est bordé à l'est par la rue Sénac-de-Meilhan et à l'ouest par le boulevard Garibaldi, aboutissant du cours Lieutaud. L'entrée principale, pour les collégiens et lycéens, se situe no 5 place du Lycée, tandis que l'entrée des classes préparatoires se situe côté cours Julien. Le lycée est adjacent au couvent des Bernardines et à sa grande coupole, qui abrite désormais le théâtre des Bernardines, théâtre d'essai consacré à la création et à la recherche. Le théâtre a été classé monument historique en 1952. Il est également situé à deux pas du théâtre du Gymnase. Ces deux ensembles font du quartier Thiers un des poumons culturels de Marseille.
La gare Saint-Charles, située à une station de métro du lycée, permet aux étudiants et professeurs qui n'habitent pas à Marseille de prendre le train quotidiennement pour se rendre au lycée. Il est également simple de rejoindre à partir du lycée l'autoroute A7 pour quitter la ville.

### Architecture générale et occupation des lieux

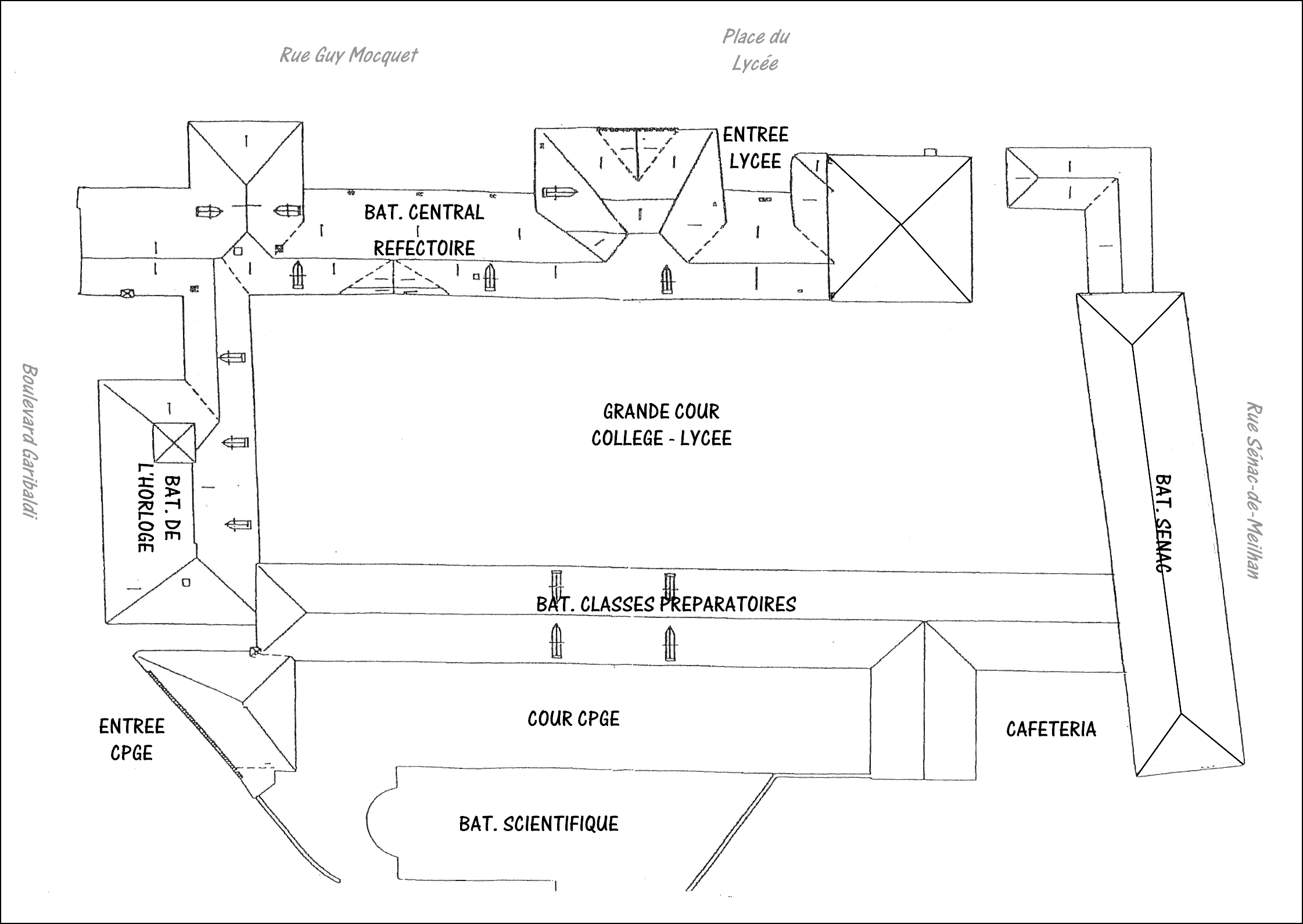
Plan du lycée Thiers.

Le lycée est de forme rectangulaire et découpé en quatre bâtiments: le bâtiment Central au nord, le bâtiment de l'Horloge à l'ouest, le bâtiment Sénac à l'est et le bâtiment des Grandes écoles au sud. Un bâtiment scientifique abritant des salles de travaux pratiques de chimie, une salle de conférence et une salle de devoirs surveillés jouxte la cour réservée des préparationnaires et borde la place du Conservatoire à rayonnement régional de Marseille.
Le lycée dispose de deux cours de récréation : la plus grande pour le collège et le lycée, une plus petite réservée aux étudiants des classes préparatoires. Cette dernière est surélevée d'un étage par rapport à la première en raison du dénivelé du terrain.
Le lycée dispose d'un réfectoire situé sous le bâtiment Central (au niveau -1) et d'infrastructures sportives (gymnases, terrains de basket-ball, de football et de volley-ball) dans la grande cour et au niveau 0 du bâtiment Sénac. Les collégiens sont répartis dans les salles de classe au niveau 0 du bâtiment Central et du bâtiment de l'Horloge. Six grands escaliers permettant d'accéder à l'étage sont situés aux quatre coins des lieux et au milieu du bâtiment Central. Au premier étage (niveau 1) on retrouve dans le bâtiment Central les bureaux de l'administration et les deux Centre de documentation et d'information de l'établissement : celui du lycée, et, à l'étage supérieur, celui réservée aux étudiants des classes préparatoires. Partout ailleurs à l'étage se trouvent des salles de classe. Au deuxième étage (niveau 2) on retrouve dans le bâtiment Central une salle de travail et le CDI réservés aux étudiants en CPGE, des salles de travaux pratiques de physique dans le bâtiment des Grandes Écoles, de TP de SVT dans le bâtiment Sénac et enfin des salles de classe ordinaires dans le bâtiment de l'Horloge. Le dernier étage (niveau 3) n'est présent que dans le bâtiment Sénac et rassemble les salles réservées à l'enseignement des sciences de l'ingénieur.

## Anciens membres

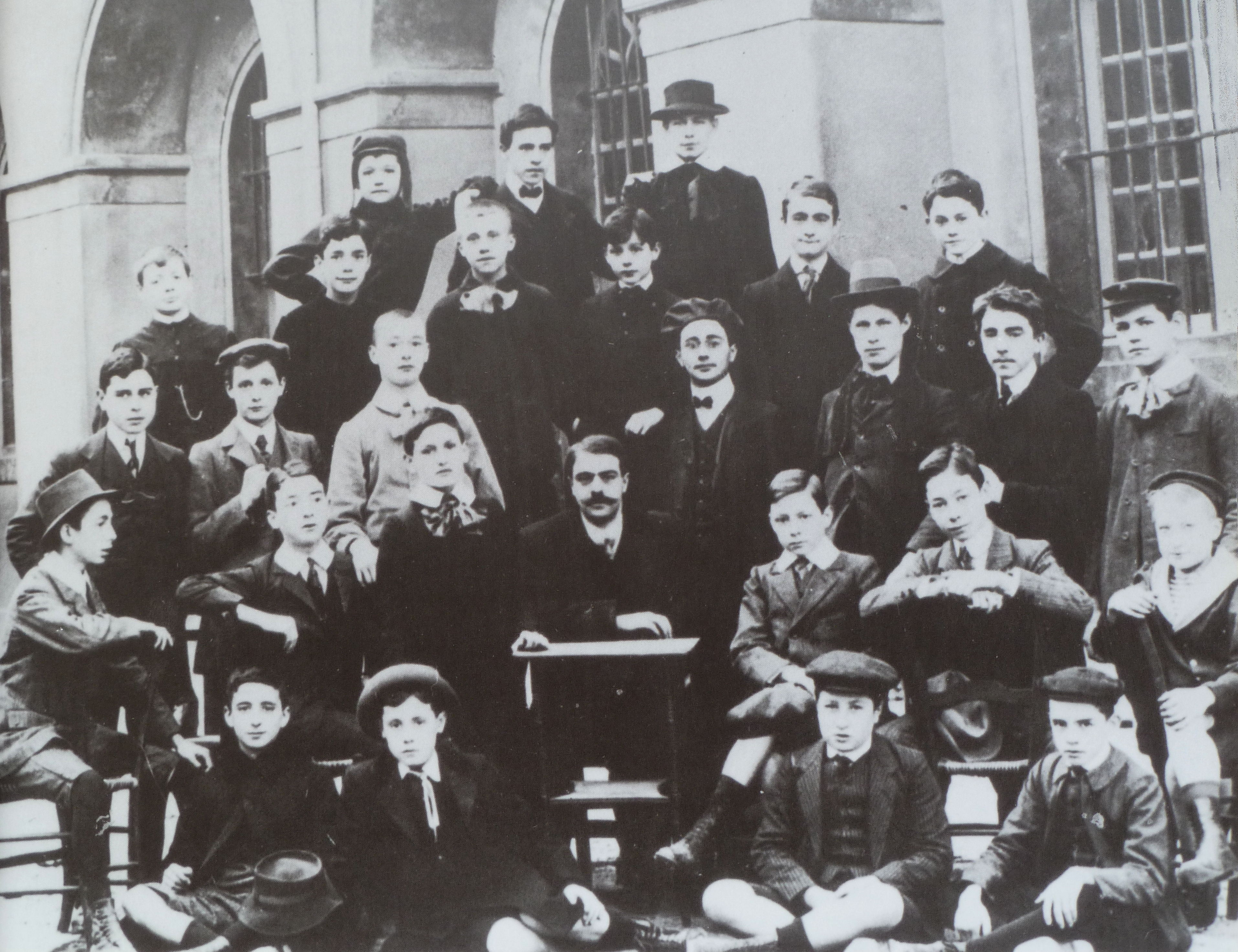
Classe photographiée en 1909. Au 3e rang, premier à gauche, Albert Cohen, à côté de lui, Marcel Pagnol.

Le lycée compte beaucoup d'anciens élèves remarquables, qu'ils aient été littéraires, scientifiques, hommes politiques, journalistes, médecins... Certains ont eu un destin national, tandis que d'autres ont été actifs localement.
Le lycée Thiers a connu quelques familles et dynasties : la famille Rostand, principalement active dans la finance et les arts, la famille Pagnol, centrée sur la littérature et le cinéma, la famille Fabry, dont trois des cinq frères ont intégré l'École polytechnique tandis que l'aîné a été président du tribunal de Tunis (les frères Fabry sont par ailleurs cousins des Rostand par leur mère), la famille Fabre (avec un historien, un médecin, un ingénieur, un armateur) et la famille des riches armateurs franco-grecs Zafiropulo.

### Anciens professeurs
Par ordre alphabétique, :
- Maurice Agulhon (1951-1954), professeur d'histoire
- Gérard Alaphilippe (1960-1961), professeur d'histoire-géographie
- Charles Alerini (1864-1869), répétiteur de sciences
- Paul Arène (1861-1864), maître d'études de français
- François Bédarida (1949), professeur d'histoire
- Eugène Benoist (1855-1867), professeur de langues anciennes
- François Sulpice Beudant (1812-1814), professeur de sciences naturelles
- Jean-Claude Bouquet (1839-1845), professeur de physique
- Félix Billet (1835-1847), professeur de physique
- Jean-Paul Brighelli (2010-2020), professeur de lettres modernes
- Jean Charles-Brun (1910-1912), professeur de lettres
- François Cauvière (~1820-1830), non pas enseignant, mais médecin scolaire
- Émilien Cazes (1884-?), maître répétiteur
- Yves Chevallard (1970-?), professeur de mathématiques
- Henri Opper de Blowitz (?-1859), professeur d'allemand
- Jean-Claude Bouquet (1839-1845), professeur de mathématiques
- Henri Coulet (1959-1965), professeur de français
- Louis Cros (1930-1932), professeur de physique
- José Custódio de Faria (1802-1812), professeur de philosophie
- Édouard Daladier (1909-1911), professeur d'histoire (annexe Saint-Charles)
- Paul Decharme (1866-1867), professeur de lettres classiques
- Jean Deprun, philosophie
- Roger Duchêne (1955-1959), professeur de lettres, historien, écrivain
- Michèle Duchet, professeur d'histoire
- Émile Durand (physicien)
- Henri Ercole (?-1998), professeur de lettres classiques
- Charles Fabry (octobre-juin 1893), physique
- Henri Fluchère (1925-1941), professeur d'anglais
- Paul Gaffarel, professeur d'histoire
- Hubert Gallet de Santerre (~1940), professeur de lettres classiques
- Stanislas Gamber (1891), aumônier
- Michel Gourinat (?-1985), professeur de philosophie
- Pierre Grecias (1985-2018), professeur de chimie
- René Guastalla (1926-1929 ; 1940-1941), professeur de grec ancien
- Michel Guérin (1974-1982), professeur de philosophie
- Pierre Guiral (~1939-1947) professeur d'histoire
- Robert Jardillier (1940?-1944?)
- Philippe Joutard (1962-1969), professeur d'histoire
- Pierre-Benjamin Lafaye (1838-1846), professeur de philosophie
- André Latreille (~1924-1928), professeur d'histoire
- René Le Senne, professeur de philosophie
- Jules Macé de Lepinay, major de l'agrégation de physique
- Gustave Malcuit (1930), professeur de sciences naturelles
- Antoine-Fortuné Marion (1870), sciences naturelles
- Paul Masson (1890-1897), professeur d'histoire
- Émile Mathias (1889-1891)
- Jean-François Mattéi (…-1980), professeur de philosophie
- Roger Mehl (1940-1944), professeur de philosophie
- Jean Joseph Marie Mévolhon (~1805-1815), professeur d'humanités
- Gustave Monod (haut fonctionnaire) (1923-1928 annexe Périer, 1928-1932 lycée Thiers), professeur de philosophe
- Raymond Naves,
- Germain Nouveau (1871-1872), professeur de français
- Michael Pakenham (1951-1952)
- Marcel Pagnol (1920-1922), répétiteur d'anglais (annexe Saint-Charles)
- Eugène Péclet (1815-1828), physique
- Lucien Poincaré (1891-1893), mathématiques
- Henri Queffélec (1940-1942), lettres modernes
- Louis Roubaud
- Émile Ripert (~1910-~1915), français, rhétorique (annexe Saint-Charles)
- Eusèbe de Salle (1835-1837 ; 1839-1846), deuxième professeur d'arabe
- Jean Seznec (1934-?), professeur de français
- Georges Signoret (?-1983), professeur de lettres classiques
- Marc Soriano, philosophie
- Jean-Baptiste Soulacroix
- Gabriel Taouil, premier professeur d'arabe, traducteur de Napoléon Ier lors de sa campagne d'Egypte
- Albert Vayssière, entomologiste, compagnon de voyage d'Albert Ier de Monaco, premier directeur du Muséum d'Histoire naturelle de Marseille
- Ernest Vessiot
- François Sulpice Beudant (1812-1814), sciences naturelles
- Frédéric Wallerant (1883-1887), sciences naturelles
- Ernest Will (1940-1943), lettres classiques

### Anciens proviseurs
Par ordre chronologique
- Jacques Roman (22 décembre 1802 - 19 septembre 1804), ensuite recteur de l'académie de Lyon
- Antoine Joseph Reboul (19 septembre 1804 - 1810)
- Marie-Charles Emmanuel Verbert (1810 - décembre 1813)
- Pierre Jean Joseph Dubruel, (décembre 1813 - 10 octobre 1816)
- Charles Marcel Tranchant (10 octobre 1816 - 29 septembre 1821)
- Mazel (29 septembre 1821 - 7 novembre 1821)
- Antoine Arnaud Denans (7 novembre 1821 - 23 septembre 1823)
- Louis-François Bonnafous (23 septembre 1823 - 30 septembre 1830)
- Auguste Anselme Deschamps (25 septembre 1830 - 27 août 1840)
- Jean-Marie Joseph Frédéric Ferrouil De Montgaillard (27 août 1840 - 9 août 1850)
- Jean-Baptiste Antoine Jullien (30 août 1850 - 24 août 1854)
- Marcel Courtade (24 août 1854 - 10 mars 1864)
- Vincent Joguet (21 mars 1864 - 5 août 1865)
- Emmanuel Sylvain Grenier (16 août 1865 - 7 août 1877)
- Henri Gossin (7 août 1877 - mars 1880)
- Etienne Jean Xavier Asquer (mars 1880 - 5 avril 1880)
- Jean-Pierre Valentin Alphonse Lair (5 avril 1880 - 28 juin 1880)
- Gabriel Ernest Gallerand (28 juin 1880 - 27 décembre 1883)
- Jules Pierre Marie Dalimier (27 décembre 1883 - 7 septembre 1889)
- Émile-Marie Fitremann (13 septembre 1889 - 14 août 1890)
- Léonce Frétillier (14 août 1890 - 30 décembre 1892)
- Anatole Morlet (30 décembre 1892 - 1er janvier 1895)
- Ernest Jacques Louis Guigon (1er janvier 1895 - 1905)
- Louis Daux (2 mars 1905 - 1909)
- François Richard (1909 - 1915)
- Arthur Maluski (1915 - 1918)
- Louis-Boniface Brugeas (1918 - 1928)
- Jean Rieumajou (août 1929 - 1932)
- Lucien Chattelun (1932 - 1936)
- Morgnet (1936 - 1937)
- Claude Pons (1937 - 1942)
- Robert Lamy (12 août 1942 - 30 novembre 1944)
- Charles Leconte (4 janvier 1945 - 1949)
- Emmanuelli (1949 - 1955)
- Lorin (1955 - 1965)
- De Pastor (1965 - 1968)
- Gaston Simon (16 septembre 1968 - 1973)
- Pierre Roussier (1974 - 1983)
- Danielle Delclos (1983 - 1990)
- Alain Gauthereau (1990 - 1998)
- Pierre-Jean Bravo (1998 - 2007)
- Philippe Freydefont (2007 - 2011)
- Thierry Verger (2011 - 2016)
- Éric Gallo (2016 - 2023)
- Rachel Candotti (2023 - actuel)